# Ngô Chính Long
Ngô Chính Long (tiếng Trung: 吴政隆; sinh tháng 11 năm 1964) là kỹ sư cao cấp, cử nhân kỹ thuật, chính khách nước Cộng hòa Nhân dân Trung Hoa. Ông là Ủy viên Ủy ban Trung ương Đảng Cộng sản Trung Quốc khóa XX, khóa XIX. Ông từng là Bí thư Tỉnh ủy Giang Tô. Trước đó, ông giữ chức vụ Phó Bí thư Tỉnh ủy, Tỉnh trưởng Chính phủ Nhân dân tỉnh Giang Tô, Bí thư Thành ủy thành phố Nam Kinh và Bí thư Thành ủy thành phố Thái Nguyên, Sơn Tây.

## Tiểu sử

### Thân thế
Ngô Chính Long là người Hán sinh tháng 11 năm 1964 ở Cao Thuần, tỉnh Giang Tô.

### Giáo dục
Tháng 9 năm 1980 đến tháng 8 năm 1984, ông theo học chuyên ngành thiết bị và công nghệ chế tạo cơ khí khoa kỹ thuật cơ khí tại Học viện Cơ khí Thái Nguyên nay là Đại học Trung Bắc.
Trong khoảng thời gian từ tháng 6 đến tháng 9 năm 2005, ông tham gia Trung tâm Nghiên cứu Quốc vụ viện Trung Quốc; 
Đại học Harvard, Hoa Kỳ và theo học lớp đào tạo cao cấp quản lý công cộng tại Đại học Thanh Hoa.
Tháng 9 đến tháng 11 năm 2009, ông theo học lớp nâng cao cán bộ cấp tỉnh bộ tại Trường Đảng Trung ương Đảng Cộng sản Trung Quốc.

### Sự nghiệp
Sau khi tốt nghiệp từ tháng 8 năm 1984 đến tháng 2 năm 1985, ông thực tập tại nhà máy chế tạo máy móc số 1 Nội Mông Cổ. Tháng 11 năm 1987, Ngô Chính Long gia nhập Đảng Cộng sản Trung Quốc. Tháng 1 năm 1987, ông là cán bộ Vụ Quy hoạch phát triển, Ủy ban Công nghiệp cơ khí Quốc gia Trung Quốc. Tháng 4 năm 1988, ông chuyển sang làm cán bộ Vụ Kế hoạch tổng hợp, Bộ Công nghiệp Điện tử cơ khí Trung Quốc.
Tháng 12 năm 1990 đến tháng 12 năm 1993, Ngô Chính Long làm việc tại Bộ Công nghiệp điện tử cơ khí Trung Quốc, Thư ký Văn phòng Bộ Công nghiệp cơ khí Trung Quốc. Tháng 12 năm 1993, ông làm thư ký (mang hàm Phó trưởng phòng rồi hàm Trưởng phòng) cho Văn phòng Bộ Công nghiệp cơ khí Trung Quốc (Thư ký cho Bộ trưởng Bộ Công nghiệp Cơ khí Bao Tự Định).
Tháng 3 năm 1998, Ngô Chính Long được luân chuyển làm thư ký (hàm Trưởng phòng) cho Văn phòng Ủy ban Kế hoạch phát triển Quốc gia Trung Quốc; đến tháng 6 năm 1999, ông được bổ nhiệm làm Chủ nhiệm Văn phòng Công ty Tập đoàn Trang bị cơ khí Trung Quốc.
Tháng 12 năm 1999, Ngô Chính Long được điều chuyển giữ chức Phó Chủ nhiệm Văn phòng Chính phủ nhân dân thành phố Trùng Khánh. Tháng 12 năm 2000, ông được bổ nhiệm giữ chức Phó Bí thư Khu ủy, Phó Khu trưởng khu Vạn Châu, đồng thời tạm quyền Khu trưởng khu Vạn Châu, thành phố Trùng Khánh; đến tháng 2 năm 2003, ông chính thức được bầu làm Khu trưởng khu Vạn Châu. Tháng 2 năm 2007, Ngô Chính Long được bổ nhiệm làm Bí thư Khu ủy Vạn Châu, thành phố Trùng Khánh; từ tháng 5 năm 2007, ông giữ chức Ủy viên Ban Thường vụ Thành ủy Trùng Khánh, Bí thư Khu ủy Vạn Châu.
Năm 2008, Ngô Chính Long được bầu làm Đại biểu Đại hội đại biểu Nhân dân toàn quốc Trung Quốc (gọi tắt là Nhân đại toàn quốc tức Quốc hội Trung Quốc) khóa 11, nhiệm kỳ 2008 đến năm 2013. Ngày 14 tháng 11 năm 2012, tại Đại hội Đảng Cộng sản Trung Quốc lần thứ 18, ông được bầu làm Ủy viên dự khuyết Ban Chấp hành Trung ương Đảng Cộng sản Trung Quốc khóa XVIII. Tháng 5 năm 2013, ông được bổ nhiệm làm Ủy viên Ban Thường vụ Thành ủy, Tổng Thư ký Thành ủy Trùng Khánh. Tháng 11 năm 2013, ông thôi kiêm nhiệm chức vụ Bí thư Khu ủy Vạn Châu, thành phố Trùng Khánh.
Tháng 9 năm 2014, Ngô Chính Long được điều động làm Ủy viên Ban Thường vụ Tỉnh ủy Sơn Tây kiêm Bí thư Thành ủy thành phố Thái Nguyên, Sơn Tây, thay cho ông Trần Xuyên Bình bị điều tra với cáo buộc vi phạm nghiêm trọng kỷ luật và luật pháp. Tháng 10 năm 2016, Ngô Chính Long thôi giữ chức Ủy viên Ban Thường vụ Tỉnh ủy, Bí thư thành ủy thành phố Thái Nguyên, tỉnh Sơn Tây. Ngày 12 tháng 10 năm 2016, ông được luân chuyển làm Phó Bí thư Tỉnh ủy Giang Tô, Bí thư Thành ủy thành phố Nam Kinh kiêm Bí thư Ủy ban Công tác Đảng Cộng sản Trung Quốc Khu Giang Bắc Tân (江北新区) thuộc thành phố Nam Kinh.
Ngày 31 tháng 5 năm 2017, Hội nghị lần thứ 30 Ủy ban Thường vụ Đại hội đại biểu nhân dân khóa 12 tỉnh Giang Tô đã bầu ông Ngô Chính Long làm Phó Tỉnh trưởng tỉnh Giang Tô, đồng thời tạm quyền Tỉnh trưởng tỉnh Giang Tô, thay cho ông Thạch Thái Phong được luân chuyển làm Bí thư Khu ủy khu tự trị Ninh Hạ. Ngày 29 tháng 7 năm 2017, Hội nghị lần thứ 6 Đại hội đại biểu nhân dân khóa 12 tỉnh Giang Tô đã bầu ông giữ chức vụ Tỉnh trưởng Chính phủ Nhân dân tỉnh Giang Tô. Ngày 24 tháng 10 năm 2017, tại Đại hội Đảng Cộng sản Trung Quốc lần thứ XIX, ông được bầu làm Ủy viên Ủy ban Trung ương Đảng Cộng sản Trung Quốc khóa XIX.
Ngày 31 tháng 1 năm 2018, tại Hội nghị lần thứ nhất Đại hội đại biểu Nhân dân khóa 13 tỉnh Giang Tô, ông được bầu tái đắc cử chức vụ Tỉnh trưởng tỉnh Giang Tô. Tháng 10 năm 2021, ông giữ chức Bí thư Tỉnh ủy Giang Tô thay cho ông Lâu Cần Kiệm, miễn nhiệm vào ngày 3 tháng 1 năm 2023.